# Bảo Hà
Bảo Hà là một xã thuộc tỉnh Lào Cai, Việt Nam.

## Địa lý
Xã Bảo Hà giáp xã Bảo Thắng, xã Xuân Quang, xã Thượng Hà, xã Bảo Yên, xã Chiềng Ken, xã Văn Bàn, xã Võ Lao, xã Tằng Loỏng, xã Lâm Giang và xã Châu Quế.

## Lịch sử
Ngày 16 tháng 6 năm 2025, Ủy ban Thường vụ Quốc hội ban hành Nghị quyết số 1673/NQ-UBTVQH15 về việc sắp xếp các đơn vị hành chính cấp xã của tỉnh Lào Cai năm 2025. Theo đó, sắp xếp toàn bộ diện tích tự nhiên, quy mô dân số của các xã Kim Sơn, Cam Cọn, Tân An, Tân Thượng và Bảo Hà thành xã mới có tên gọi là xã Bảo Hà.

## Du lịch
Đền Bảo Hà thờ thần vệ quốc Hoàng Bảy, một vị anh hùng miền sơn cước đánh giặc phương Bắc bảo vệ dân làng đã hiển thánh được thờ ở đây. Đền Bảo Hà xây dựng theo thuyết phong thủy. Vua Minh Mạng phong tặng ông là Trấn An Hiển Liệt. Hàng năm, cứ mỗi mùa xuân đến và ngày giỗ ông Hoàng Bảy (17 tháng 7 âm lịch), rất nhiều người dân từ trong Nam, ngoài Bắc kéo đến đền kính cẩn thắp nén nhang tưởng nhớ người anh hùng huyền thoại tại đền ở xã Bảo Hà, tỉnh Lào Cai.